# Wojciech Kętrzyński

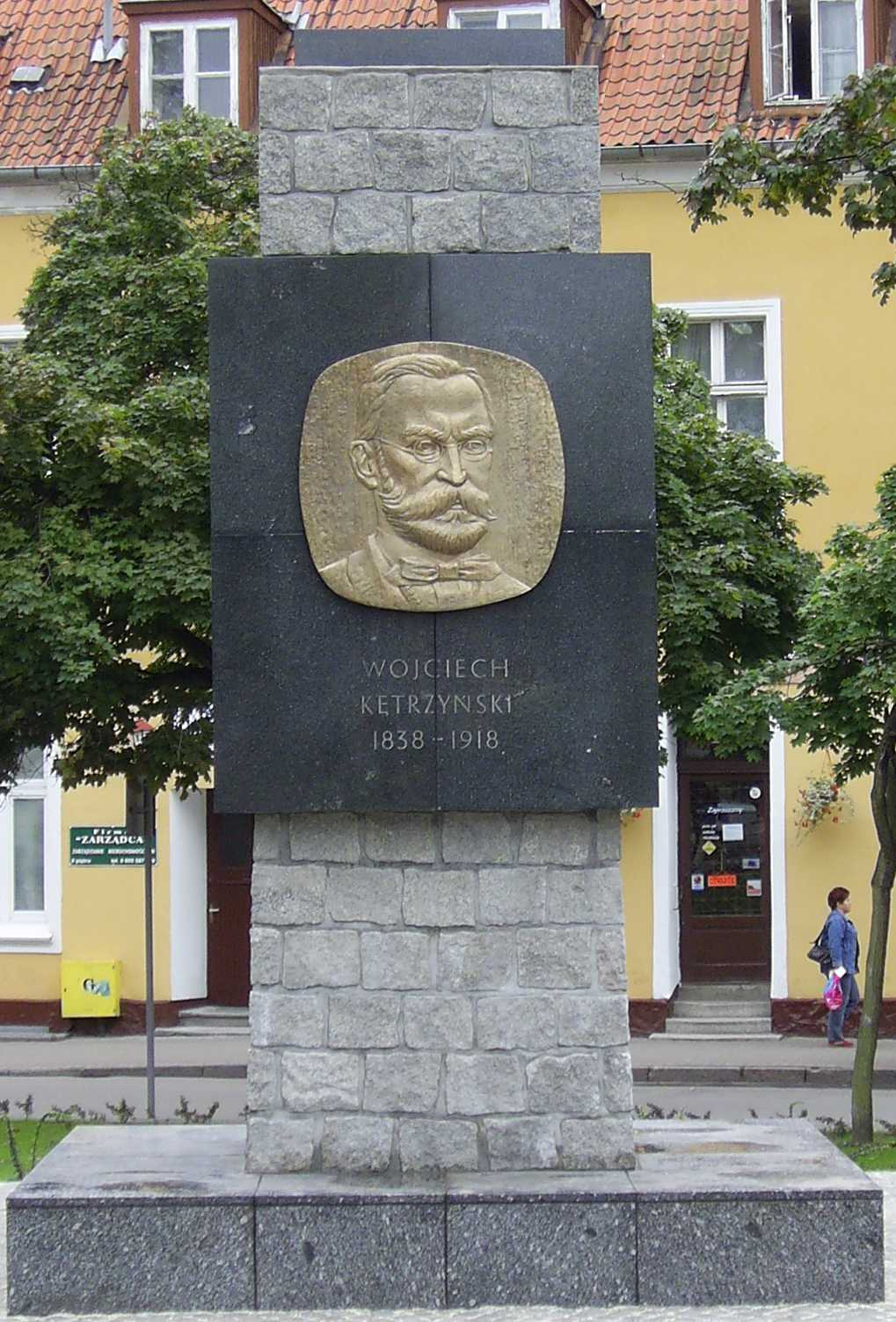
Denkmal in Kętrzyn

Wojciech Kętrzyński (* 11. Juli 1838 in Lötzen als Adalbert von Winkler; † 15. Januar 1918 in Lemberg) war ein deutsch-polnischer Historiker und Direktor des Ossolinski-Nationalinstituts in Lemberg.

## Leben
Kętrzyński wurde als Adalbert von Winkler geboren. Sein Vater Josef von Winkler (1801–1846) war ein Gendarm in Lötzen. Nach dessen Tod kam Adalbert in die Schule für Soldatenwaisen in Potsdam, wo er 1849–1853 erzogen wurde. 1853–1855 besuchte er das Progymnasium in Lötzen, dann das Gymnasium in Rastenburg.
1856 erhielt er einen Brief von seiner jüngeren Schwester mit der Nachricht über seine polnische Abstammung und über den alten Familiennamen Kętrzyński, welchen sie in Familienunterlagen gefunden hatte. Er entstamme einer polnischstämmigen Adelsfamilie aus dem kaschubischen Dorf Kętrzyno (deutsch Kantrschin, früher Kantrzinno) bei Neustadt in Westpreußen. 1821 hatte sein Vater den Namen von Winkler angenommen, eine Übersetzung des Namens Kętrzyński. Das weckte sein Interesse für das Polentum und die polnische Sprache. Nach dem Abitur 1859 begann er sein Studium der Philosophie an der Albertina-Universität in Königsberg. 1861 änderte er amtlich seinen Namen auf Wojciech Kętrzyński. Die Ferien 1862 verbrachte er bei seiner Tante Jadwiga (Hedwig) Krohnke in Warschau. Im Januaraufstand 1863 organisierte er den Waffentransport für die Aufständischen. Am 11. September 1863 wurde er festgenommen und kam ins Gefängnis im Hohen Tor in Allenstein. Nach einem Freispruch wurde er nochmals festgenommen und in Moabit inhaftiert. Am 23. Dezember 1864 wurde er zu einer einjährigen Freiheitsstrafe in der Festung Glatz verurteilt. Am 12. Dezember 1866 verteidigte er an der Königsberger Universität seine Doktorarbeit De bello a Boleslao Magno cum Henrico rege Germaniae gesto a 1002–1005. 1868–1870 war er als Bibliothekar bei J.K. Działyński in Kurnik bei Posen angestellt. 1869 wurde er Ehrenmitglied der Posener Gesellschaft der Freunde der Wissenschaften. 1870 siedelte er nach Lemberg über, wo er ab 1. Juni 1870 als wissenschaftlicher Sekretär, 1874 Kustos und 1876 Direktor des Ossoliński-Nationalinstituts tätig war. Am 24. August 1875 heiratete er in Berent Vincentina Malvina v. Rautenberg-Klinski.
Er beschäftigte sich hauptsächlich mit der masurischen Volksgruppe in Ermland und Masuren. Er übergab Oskar Kolberg seine Sammlung der masurischen Volkslieder. 1883 gab er die Gedichtesammlung Aus dem Liederbuch eines Germanisierten (1854–1862) heraus, die von den preußischen und österreichischen Behörden konfisziert wurde. Er hat etwa 70 mittelalterliche Texte und 128 Dokumente aus dem Zeitraum 1105–1399 wissenschaftlich bearbeitet. Die Stadt Rastenburg in Ostpreußen, ab 1945 polnisch Rastembork, wurde am 7. Mai 1946 nach ihm in Kętrzyn umbenannt.

## Veröffentlichungen (Auswahl)
- Ueber die Verleihung Pommerellens an Herzog Przemyslaw von Gross-Polen 1282. In: Altpreußische Monatsschrift, Band 14, Königsberg i. Pr. 1877, S. 567–571 (Google Books).